# Wahl des deutschen Bundespräsidenten 1949
- KPD: 40
- SPD: 279
- SSW: 3
- BP: 34
- CDU/CSU: 280
- DZP: 21
- FDP: 88
- DP: 28
- WAV: 24
- Unabh.: 1
- DKP-DRP: 6

Die Wahl des deutschen Bundespräsidenten 1949 fand am 12. September 1949 durch die Bundesversammlung im Bundeshaus in Bonn statt. Die Bundesversammlung wählte den FDP-Vorsitzenden Theodor Heuss zum ersten Bundespräsidenten. Das entsprach einer Koalitionsvereinbarung zwischen CDU/CSU und FDP nach der Bundestagswahl 1949, die außerdem die Wahl Konrad Adenauers zum Bundeskanzler (am 15. September 1949) vorsah.

## Bundesversammlung
Die Bundesversammlung wurde gemäß § 8 BPräsWahlG von dem Präsidenten des Bundestages, Erich Köhler, geleitet.
Nach Art. 54 Abs. 5 GG ist gewählt, wer im ersten oder zweiten Wahlgang „die Stimmen der Mehrheit der Mitglieder der Bundesversammlung erhält“. 1949 waren hierzu 403 Stimmen notwendig. In dem weiteren 3. Wahlgang ist der Kandidat mit den meisten Stimmen gewählt. Angesichts der 395 von 804 Sitzen, über die die Regierungskoalition (CDU/CSU 280, FDP 87, DP 28) in der Bundesversammlung verfügte, wurden Kurt Schumacher, dem Vorsitzenden der SPD, mit nur 279 Sitzen von vornherein kaum Chancen eingeräumt, erst recht nicht dem Kandidaten Rudolf Amelunxen der Zentrumspartei (21 Sitze). Die KPD brachte es auf 40 Sitze. Einige wenige Stimmen wurden für Personen abgegeben, die gar keine Kandidatur erklärt hatten. Eine Beschränkung der Wahl auf zugelassene Wahlvorschläge wurde erst durch das Gesetz über die Wahl des Bundespräsidenten durch die Bundesversammlung vom 25. April 1959 eingeführt.
| Partei                         | Partei | Mitglieder  | Mitglieder  | Mitglieder   |
| Partei                         | Partei | Bund        | Länder      | gesamt       |
| ------------------------------ | ------ | ----------- | ----------- | ------------ |
| CDU/CSU                        |        | 140 + (2)   | 140 + (2)   | 280 + (4)    |
| SPD                            |        | 131 + (5)   | 148 + (4)   | 279 + (9)    |
| FDP                            |        | 052 + (1)   | 035 + (2)   | 087 + (3)    |
| DP                             |        | 017         | 011         | 028          |
| BP                             |        | 017         | 017         | 034          |
| Zentrum                        |        | 010         | 011         | 021          |
| KPD                            |        | 015         | 025         | 040          |
| WAV                            |        | 012         | 012         | 024          |
| Nationale Rechte               |        | 006         | 00–         | 006          |
| SSW                            |        | 001         | 002         | 003          |
| BDV                            |        | 00–         | 001         | 001          |
| Unabhängige oder Fraktionslose |        | 001         | 00–         | 001          |
| Gesamt                         | Gesamt | 00402 + (8) | 00402 + (8) | 00804 + (16) |

## Ergebnis
Im ersten Wahlgang wurden 803, im zweiten Wahlgang 800 Stimmen abgegeben. (Alle Zahlen ohne die nicht stimmberechtigten Berliner Mitglieder der Bundesversammlung.)
| Wahlgang                                               | Kandidat                 | Stimmen | Anteil | Partei | Partei  | Unterstützer     |
| ------------------------------------------------------ | ------------------------ | ------- | ------ | ------ | ------- | ---------------- |
| 1. Wahlgang                                            | Theodor Heuss            | 377     | 46,9 % |        | FDP     | CDU/CSU, FDP, DP |
| 1. Wahlgang                                            | Kurt Schumacher          | 311     | 38,7 % |        | SPD     | SPD              |
| 1. Wahlgang                                            | Rudolf Amelunxen         | 28      | 3,5 %  |        | Zentrum | Zentrum          |
| 1. Wahlgang                                            | Hans Schlange-Schöningen | 6       | 0,7 %  |        | CDU     | -                |
| 1. Wahlgang                                            | Karl Arnold              | 1       | 0,1 %  |        | CDU     | -                |
| 1. Wahlgang                                            | Josef Müller             | 1       | 0,1 %  |        | CSU     | -                |
| 1. Wahlgang                                            | Alfred Loritz            | 1       | 0,1 %  |        | WAV     | -                |
| 1. Wahlgang                                            | Enthaltungen             | 76      | 9,5 %  |        |         |                  |
| 1. Wahlgang                                            | Ungültige Stimmen        | 2       | 0,2 %  |        |         |                  |
| 1. Wahlgang                                            | Nicht abgegebene Stimmen | 1       | 0,1 %  |        |         |                  |
| 2. Wahlgang                                            | Theodor Heuss            | 416     | 51,7 % |        | FDP     | CDU/CSU, FDP, DP |
| 2. Wahlgang                                            | Kurt Schumacher          | 312     | 38,8 % |        | SPD     | SPD              |
| 2. Wahlgang                                            | Rudolf Amelunxen         | 30      | 3,7 %  |        | Zentrum | Zentrum          |
| 2. Wahlgang                                            | Hans Schlange-Schöningen | 2       | 0,2 %  |        | CDU     | -                |
| 2. Wahlgang                                            | Enthaltungen             | 37      | 4,6 %  |        |         |                  |
| 2. Wahlgang                                            | Ungültige Stimmen        | 3       | 0,4 %  |        |         |                  |
| 2. Wahlgang                                            | Nicht abgegebene Stimmen | 4       | 0,4 %  |        |         |                  |
| Damit war Theodor Heuss zum Bundespräsidenten gewählt. |                          |         |        |        |         |                  |